# Sumène
Sumène là một xã trong vùng Occitanie. Xã Sumène nằm ở khu vực có độ cao trung bình 205 mét trên mực nước biển.